# Faiditus cochleaformus
Faiditus cochleaformus là một loài nhện trong họ Theridiidae.
Loài này thuộc chi Faiditus. Faiditus cochleaformus được H. Exline miêu tả năm 1945.